# صادق عبد الهادي جلال
الدكتور صادق عبد الهادي آل جلال هو مهندس عراقي شغل منصب وزير الصناعة في وزارة عبد الرحمن البزاز الثانية سنة 1966 خلفا للوزير مصطفى عبد الله طه الذي توفي في حادثة سقوط طائرة الرئيس عبد السلام عارف.
تخرج في المدرسة الصناعية في بغداد ثم اشتغل في مديرية البرق والتلفون ما يقارب من سنتين انتقل بعدها إلى مصر، وحصل على دبلوم مدارس الفنون والصناعات فيها، ثم اشتغل سنة كاملة في مشروعات الماء والكهرباء، ثم رحل إلى ألمانيا واشتغل بمصانع سيمنز لمدة ستة أشهر، وفي هذه الأثناء نال شهادة المتروكليشن من جامعة برلين وسافر إلى سويسرا ونال شهادة الجامعة العليا للهندسة هناك واشتغل في بحث علمي لمدة سنتين بعد حصوله على الدرجة الجامعية بالجامعة نفسها، وبعد ذلك عاد إلى العراق وتعين مديراً لمدرسة الهندسة الصناعية فأستاذاً في كلية الهندسة ببغداد.
أسس كلية الكويت الصناعية، وكان مديرها الفني.
كان عضو دائما في مجلس إعمار العراق منذ تأسيسه في العهد الملكي.

## روابط خارجية
- صادق عبد الهادي جلال على موقع أرشيف الشارخ.
- حاجتنا إلى التعليم الصناعي، بقلم صادق عبد الهادي جلال، مجلة الرائد. العدد رقم 8، 1 يناير 1953